# Johan Knudsen
Johan Christian Severin Knudsen (10. december 1865 på Moutrup på Mors – 22. december 1942) var en dansk godsejer og politiker.
Han var søn af etatsråd Poul Knudsen og hustru f. Riis. Han var ejer af Blidstrup 1905-23, Moutrup fra 1905 og Bangsbo 1890-1909.
Han blev student fra Bokkenheusers Kursus 1889 og tog filosofikum året efter, var redaktør af bladet København 1889-91 og meddirektør for Dagmarteatret 1895-97.
1902-06 var han formand for Flade-Gærum Sogneråd. 1906 blev han valg til folketingsmand for Fredensborgkredsen for Højre; han vandt over Mads Pedersen Tange og Christen Moesgaard-Kjeldsen. Han repræsenterede denne kreds indtil 1913. I 1918 blev han valgt igen nu for Hjørring Amtskreds (partiet hed nu Det Konservative Folkeparti) og sad på tinge til 1920. I tinget var han formand for Det Konservative Folkeparti. Efter sin tid i Folketinget forlod han Det Konservative Folkeparti og tilsluttede sig i stedet Erhvervspartiet, og da dette parti blev sprængt i to dele i august 1922 fortsatte han med flertallet fra Erhvervspartiet og omdøbte partiet til Det frisindede Landsparti (også kaldet "de frisindede" eller "Landspartiet"), mens mindretallet i partiet fastholdt Erhvervspartiet som deres navn.
Han var ledende senior i Studenterforeningen 1909, formand i repræsentantskabet for Frederikshavns Bank 1904-10, formand for Jydske Højres organisation 1904-14, medlem af Højres repræsentantskab 1905-15 og samme partis forretningsudvalg 1907-15, medlem af Det Konservative Folkepartis forretningsudvalg og repræsentantskab 1918-20, formand for Dansk Skuespillerforbund 1912-13 og medlem af bestyrelsesrådet for Det kongelige danske Landhusholdningsselskab.
Han oversatte Bernhard Kellermanns Den Enfoldige fra tysk.